# Hanna Rydh
Hanna Albertina Rydh (12 de febrer de 1891 - 29 de juny de 1964) va ser una arqueòloga i política sueca del Partit Popular Liberal. Va ser parlamentària del 1943 al 1944 i la 3ª presidenta de l'Aliança Internacional de Dones del 1946 al 1952.

## Biografia
Hanna Rydh va néixer a Estocolm del matrimoni format pel director Johan Albert Rydh i Matilda Josefina Westlund. Es va casar amb l'arqueòleg Bror Schnittger l'any 1919. Després de la mort de Schnittger, va contreure matrimoni, l'any 1929, amb Mortimer Munck af Rosenschöld, Governador de la província de Jämtland.
Rydh fou alumna a la Wallinska skolan a Estocolm i va estudiar arqueologia a la universitat. Es va graduar en Història de la literatura, Arqueologia i Història de l'art l'any 1915. Entre 1916 i 1930 va realitzar excavacions arqueològiques a Adelsö, i entre 1917 i 1921, a Gästrikland. El 1922 es va convertir en la primera dona a rebre la beca de la Federació Internacional de Dones Universitàries. Quan li van preguntar si no va haver d'haver rebut aquesta beca, ja que feia poc que havia estat mare, ella va respondre: «El naixement del meu fill no suposa cap diferència». Aquesta cita es va fer famosa i va cridar l'atenció a nivell mundial. Hanna Rydh va ser attaché temporaire en el Musée des Antiquités Nationales (Museu Arqueològic Nacional) en Saint-Germain-en-Laye (França) en els anys 1924-1925.
A part del seu treball com a arqueòloga, va estar compromesa amb les reformes socials. La seva primera assignació va ser com a membre del comitè central de la Sveriges studerande ungdoms helnykterhetsförbund o SSUH (Associació Sueca d'Estudiants contra l'Alcohol) el període 1909-1914. Per quan es va graduar, va contreure matrimoni i va començar la seva vida professional el 1919, les dones a Suècia ja havien aconseguit, encara que des de feia poc temps, tenir els mateixos drets que els homes, el qual havia estat l'objectiu del moviment feminista des del seu inici feia cinquanta anys. El nou focus del moviment feminista suec va ser utilitzar aquests drets, desafiar els prejudicis de gènere tradicionals i demostrar-los a aquells que van dubtar que les dones fossin capaces de manejar el seu nou paper en la societat que estaven equivocats. Hanna Rydh va proporcionar un exemple de la "nova dona" i un model a seguir: era capaç d'utilitzar els seus drets com un professional públic i, no obstant això, seguir sent una dona casada i amb família. Això ho va demostrar durant l'exercici del seu segon espòs com a governador entre els anys 1931 i 1938, quan va exercir totes les funcions socials representacionales pròpies del seu matrimoni amb el Governador de la província de Jämtland mentre mantenia en paral·lel una trajectòria professional respectada a nivell internacional.
Hanna Rydh va ser membre del Sveriges Husmodersföreningars riksförbund en els anys 1936-1941, presidenta de la Fredrika-Bremer-förbundet en els anys 1937-1949, segona vicepresidenta de la Centrala Finlandshjälpen (Societat per a l'Ajuda de Finlàndia) el 1940, vicepresidenta de l'Aliança Internacional de Dones en els anys 1939-1946, membre de la comissió d'assumptes familiars i de la llar el 1941; i la 3ª presidenta de l'Aliança Internacional de Dones de 1946 a 1952.
Va rebre la medalla Illis Quòrum de 1936 per les seves contribucions a la societat sueca.